# Žabljak
Žabljak (in montenegrino cirillico: Жабљак) è una città del nord del Montenegro ed ha una popolazione di 1 937 abitanti (dati del 2003).
Žabljak è il capoluogo del comune omonimo, che conta 4 204 abitanti ed è uno dei meno popolati del Montenegro; il 46% della popolazione è concentrata nel capoluogo, che è uno dei meno popolosi del paese, mentre nessun'altra località supera il migliaio di abitanti.

## Storia
Durante la Seconda guerra mondiale Žabljak venne completamente distrutta. La città fu quindi interamente ricostruita.